# Ligat ha’Al 2018/19
Die Ligat ha’Al 2018/19 war die 20. Saison seit ihrer Einführung unter diesem Namen im Jahre 1999 und die 77. Spielzeit der höchsten israelischen Spielklasse im Männerfußball. Sie begann am 25. August 2018 und endete am 25. Mai 2019.
Titelverteidiger war Hapoel Be’er Scheva.

## Mannschaften
Aufgestiegen waren die Mannschaften Hapoel Tel Aviv und Hapoel Hadera; nicht mehr dabei waren die Absteiger der letzten Saison Hapoel Ashkelon und Hapoel Akko.
| Verein                      | Stadt          | Stadion                            | Kapazität |
| --------------------------- | -------------- | ---------------------------------- | --------- |
| Bne Jehuda Tel Aviv         | Tel Aviv-Jaffa | HaMoshava-Stadion                  | 11.500    |
| Maccabi Tel Aviv            | Tel Aviv-Jaffa | Netanja-Stadion                    | 13.610    |
| Maccabi Netanja             | Netanja        | Netanja-Stadion                    | 13.610    |
| Hapoel Ra’anana             | Ra’anana       | Ramat-Gan-Stadion                  | 13.370    |
| Hapoel Haifa                | Haifa          | Sammy-Ofer-Stadion                 | 0030.942  |
| Maccabi Haifa               | Haifa          | Sammy-Ofer-Stadion                 | 30.942    |
| MS Aschdod                  | Aschdod        | HaYud-Alef-Stadion                 | 07.800    |
| Hapoel Tel Aviv             | Tel Aviv-Jaffa | HaMoshava-Stadion                  | 11.500    |
| Hapoel Be’er Scheva         | Be’er Scheva   | Turner-Stadion                     | 16.126    |
| Beitar Jerusalem            | Jerusalem      | Teddy-Stadion                      | 0031.733  |
| Hapoel Ironi Kirjat Schmona | Kirjat Schmona | Städtisches Stadion Kirjat Schmona | 05.300    |
| Maccabi Petach Tikwa        | Petach Tikwa   | HaMoshava-Stadion                  | 11.500    |
| FC Bnei Sachnin             | Sachnin        | Doha-Stadion                       | 08.500    |
| Hapoel Hadera               | Netanja        | Netanja-Stadion                    | 13.610    |

## Vorrunde
In der Vorrunde wurde eine Doppelrunde zwischen allen 14 Mannschaften ausgespielt. Anschließend qualifizierten sich die sechs bestplatzierten Vereine für die Meisterrunde, in der neben der israelischen Meisterschaft auch die internationalen Startplätze ausgespielt wurden. Die weiteren acht Vereine spielten in der Abstiegsrunde gegen den Abstieg in die zweitklassige Liga Leumit.

### Tabelle
| Pl. | Verein                      | Sp. | S  | U  | N  | Tore    | Diff. | Punkte |
| --- | --------------------------- | --- | -- | -- | -- | ------- | ----- | ------ |
| 1.  | Maccabi Tel Aviv            | 26  | 20 | 6  | 0  | 057:120 | +45   | 66     |
| 2.  | Maccabi Haifa               | 26  | 12 | 8  | 6  | 034:270 | +7    | 44     |
| 3.  | Maccabi Netanja             | 26  | 12 | 7  | 7  | 034:290 | +5    | 43     |
| 4.  | Hapoel Be’er Scheva (M)     | 26  | 10 | 9  | 7  | 036:320 | +4    | 39     |
| 5.  | Bne Jehuda Tel Aviv         | 26  | 10 | 7  | 9  | 039:250 | +14   | 37     |
| 6.  | Hapoel Hadera (N)           | 26  | 9  | 6  | 11 | 030:410 | −11   | 33     |
| 7.  | Hapoel Haifa (P)            | 26  | 7  | 11 | 8  | 042:370 | +5    | 32     |
| 8.  | Hapoel Tel Aviv (N)         | 26  | 6  | 13 | 7  | 026:230 | +3    | 31     |
| 9.  | Hapoel Ironi Kirjat Schmona | 26  | 7  | 9  | 10 | 025:280 | −3    | 30     |
| 10. | Hapoel Ra’anana             | 26  | 6  | 12 | 8  | 020:300 | −10   | 30     |
| 11. | Beitar Jerusalem            | 26  | 7  | 8  | 11 | 032:370 | −5    | 29     |
| 12. | Maccabi Petach Tikwa        | 26  | 6  | 10 | 10 | 026:400 | −14   | 28     |
| 13. | MS Aschdod                  | 26  | 5  | 7  | 14 | 020:420 | −22   | 22     |
| 14. | FC Bnei Sachnin             | 26  | 4  | 9  | 13 | 021:390 | −18   | 21     |

Platzierungskriterien: 1. Punkte – 2. Tordifferenz – 3. Siege – 4. geschossene Tore – 5. Direkter Vergleich (Punkte, Tordifferenz, geschossene Tore) – 6. Play-off-Spiel
| (M) | amtierender israelischer Meister     |
| (P) | amtierender israelischer Pokalsieger |
| (N) | Neuaufsteiger der letzten Saison     |

### Kreuztabelle
| 2018/19                     | Maccabi Tel Aviv | Maccabi Haifa | Maccabi Netanja | Hapoel Be’er Scheva | Bne Jehuda Tel Aviv | HAD | Hapoel Haifa | Hapoel Tel Aviv | Hapoel Ironi Kirjat Schmona | Hapoel Ra’anana | Beitar Jerusalem | Maccabi Petach Tikwa | MS Aschdod | FC Bnei Sachnin |
| --------------------------- | ---------------- | ------------- | --------------- | ------------------- | ------------------- | --- | ------------ | --------------- | --------------------------- | --------------- | ---------------- | -------------------- | ---------- | --------------- |
| Maccabi Tel Aviv            |                  | 2:0           | 4:1             | 3:0                 | 2:1                 | 4:0 | 1:1          | 0:0             | 3:0                         | 4:1             | 1:0              | 2:0                  | 4:0        | 3:0             |
| Maccabi Haifa               | 1:3              |               | 0:2             | 0:0                 | 1:0                 | 3:1 | 1:3          | 3:2             | 2:2                         | 0:0             | 1:2              | 1:2                  | 2:0        | 2:0             |
| Maccabi Netanja             | 1:2              | 0:0           |                 | 1:0                 | 1:3                 | 1:0 | 1:2          | 1:1             | 1:0                         | 1:0             | 3:1              | 0:1                  | 1:0        | 1:1             |
| Hapoel Be’er Scheva         | 1:1              | 0:2           | 1:1             |                     | 0:0                 | 2:2 | 2:0          | 2:1             | 2:1                         | 2:0             | 3:1              | 4:1                  | 1:0        | 1:1             |
| Bne Jehuda Tel Aviv         | 1:3              | 1:1           | 0:0             | 3:1                 |                     | 2:0 | 4:2          | 0:0             | 0:1                         | 3:0             | 0:2              | 2:2                  | 2:0        | 0:1             |
| Hapoel Hadera               | 0:2              | 1:2           | 2:2             | 1:2                 | 0:4                 |     | 2:0          | 2:1             | 1:0                         | 0:0             | 0:3              | 3:0                  | 3:2        | 2:1             |
| Hapoel Haifa                | 1:3              | 0:0           | 5:0             | 4:4                 | 0:2                 | 1:1 |              | 1:1             | 1:1                         | 2:2             | 2:2              | 4:2                  | 0:1        | 0:3             |
| Hapoel Tel Aviv             | 1:1              | 1:2           | 1:2             | 1:0                 | 3:2                 | 1:1 | 1:0          |                 | 0:0                         | 0:0             | 0:3              | 6:0                  | 0:0        | 2:0             |
| Hapoel Ironi Kirjat Schmona | 1:2              | 2:3           | 1:0             | 1:1                 | 0:2                 | 3:1 | 1:1          | 1:0             |                             | 1:1             | 2:0              | 0:2                  | 0:0        | 2:2             |
| Hapoel Ra’anana             | 0:2              | 1:1           | 1:2             | 3:1                 | 0:0                 | 1:0 | 0:3          | 0:0             | 2:1                         |                 | 2:1              | 1:0                  | 1:1        | 2:1             |
| Beitar Jerusalem            | 0:2              | 1:1           | 1:1             | 2:3                 | 1:5                 | 0:1 | 1:1          | 0:1             | 0:0                         | 2:0             |                  | 0:0                  | 4:1        | 3:2             |
| Maccabi Petach Tikwa        | 1:1              | 1:2           | 1:4             | 1:3                 | 1:1                 | 1:1 | 1:1          | 0:0             | 0:1                         | 1:1             | 4:1              |                      | 2:0        | 0:0             |
| MS Aschdod                  | 0:2              | 0:1           | 1:4             | 1:0                 | 1:0                 | 2:3 | 0:3          | 1:1             | 1:0                         | 1:1             | 1:1              | 1:1                  |            | 2:1             |
| FC Bnei Sachnin             | 0:0              | 0:2           | 0:2             | 0:0                 | 2:1                 | 1:2 | 0:4          | 1:1             | 0:3                         | 0:0             | 0:0              | 0:1                  | 4:3        |                 |

## Meisterrunde
Die Vereine auf den Plätzen 1–6 nach der Vorrunde spielen im Anschluss um die Meisterschaft. Dabei werden die Ergebnisse aller 26 Vorrundenspiele übertragen und zwischen den sechs Teams eine weitere Doppelrunde ausgetragen.

### Abschlusstabelle
| Pl. | Verein                  | Sp. | S  | U  | N  | Tore    | Diff. | Punkte |
| --- | ----------------------- | --- | -- | -- | -- | ------- | ----- | ------ |
| 1.  | Maccabi Tel Aviv        | 36  | 27 | 8  | 1  | 077:170 | +60   | 89     |
| 2.  | Maccabi Haifa           | 36  | 16 | 10 | 10 | 046:410 | +5    | 58     |
| 3.  | Hapoel Be’er Scheva (M) | 36  | 15 | 10 | 11 | 048:460 | +2    | 55     |
| 4.  | Maccabi Netanja         | 36  | 15 | 8  | 13 | 045:470 | −2    | 53     |
| 5.  | Bne Jehuda Tel Aviv     | 36  | 14 | 9  | 13 | 056:410 | +15   | 51     |
| 6.  | Hapoel Hadera (N)       | 36  | 12 | 6  | 18 | 043:590 | −16   | 42     |

Platzierungskriterien: 1. Punkte – 2. Tordifferenz – 3. Siege – 4. geschossene Tore – 5. Direkter Vergleich (Punkte, Tordifferenz, geschossene Tore) – 6. Play-off-Spiel
| (M) | amtierender israelischer Meister |
| (N) | Neuaufsteiger der letzten Saison |

### Kreuztabelle
| 2018/19             | Maccabi Tel Aviv | Maccabi Haifa | Hapoel Be’er Scheva | Maccabi Netanja | Bne Jehuda Tel Aviv | HAD |
| ------------------- | ---------------- | ------------- | ------------------- | --------------- | ------------------- | --- |
| Maccabi Tel Aviv    |                  | 1:0           | 0:0                 | 3:0             | 2:3                 | 2:0 |
| Maccabi Haifa       | 1:1              |               | 3:1                 | 2:1             | 0:2                 | 1:3 |
| Hapoel Be’er Scheva | 0:4              | 0:1           |                     | 0:2             | 2:1                 | 1:0 |
| Maccabi Netanja     | 1:4              | 1:2           | 0:1                 |                 | 0:2                 | 3:2 |
| Bne Jehuda Tel Aviv | 0:2              | 2:2           | 2:3                 | 1:1             |                     | 1:2 |
| Hapoel Hadera       | 0:1              | 2:0           | 1:4                 | 1:2             | 2:3                 |     |

## Abstiegsrunde
Die Vereine auf den Plätzen 7–14 nach der Vorrunde spielen im Anschluss gegen den Abstieg. Dabei wurden die Ergebnisse aller 26 Vorrundenspiele übertragen und zwischen den acht Teams nur eine Einfachrunde ausgetragen. Die vier bestplatzierten Vereine der Vorrunde erhalten dabei ein Heimspiel mehr als die anderen Vier. Nach Abschluss der Runde stiegen die Mannschaften auf den Rängen 13 und 14 in die zweitklassige Liga Leumit ab.

### Abschlusstabelle
| Pl. | Verein                      | Sp. | S  | U  | N  | Tore    | Diff. | Punkte |
| --- | --------------------------- | --- | -- | -- | -- | ------- | ----- | ------ |
| 7.  | Beitar Jerusalem            | 33  | 11 | 10 | 12 | 043:430 | ±0    | 43     |
| 8.  | Hapoel Tel Aviv (N)         | 33  | 9  | 15 | 9  | 040:300 | +10   | 42     |
| 9.  | Hapoel Ra’anana             | 33  | 8  | 15 | 10 | 029:380 | −9    | 39     |
| 10. | Hapoel Ironi Kirjat Schmona | 33  | 9  | 11 | 13 | 034:350 | −1    | 38     |
| 11. | Hapoel Haifa (P)            | 33  | 8  | 13 | 12 | 044:470 | −3    | 37     |
| 12. | MS Aschdod                  | 33  | 10 | 7  | 16 | 034:540 | −20   | 37     |
| 13. | Maccabi Petach Tikwa        | 33  | 8  | 12 | 13 | 033:510 | −18   | 36     |
| 14. | FC Bnei Sachnin             | 33  | 5  | 12 | 16 | 027:500 | −23   | 27     |

Platzierungskriterien: 1. Punkte – 2. Tordifferenz – 3. Siege – 4. geschossene Tore – 5. Direkter Vergleich (Punkte, Tordifferenz, geschossene Tore) – 6. Play-off-Spiel
| (N) | Neuaufsteiger der letzten Saison     |
| (P) | amtierender israelischer Pokalsieger |

### Kreuztabelle
| 2018/19                     | Beitar Jerusalem | Hapoel Tel Aviv | Hapoel Ra’anana | Hapoel Ironi Kirjat Schmona | Hapoel Haifa | MS Aschdod | Maccabi Petach Tikwa | FC Bnei Sachnin |
| --------------------------- | ---------------- | --------------- | --------------- | --------------------------- | ------------ | ---------- | -------------------- | --------------- |
| Beitar Jerusalem            |                  | –               | –               | –                           | –            | 2:3        | 4:1                  | 0:0             |
| Hapoel Tel Aviv             | 1:2              |                 | –               | 2:2                         | –            | 5:1        | –                    | 3:0             |
| Hapoel Ra’anana             | 1:2              | 2:1             |                 | –                           | –            | 1:2        | –                    | 2:2             |
| Hapoel Ironi Kirjat Schmona | 0:1              | –               | 0:0             |                             | 3:0          | –          | 0:1                  | –               |
| Hapoel Haifa                | 0:0              | 0:0             | 0:2             | –                           |              | –          | 0:3                  | –               |
| MS Aschdod                  | –                | –               | –               | 3:2                         | 1:0          |            | –                    | 1:2             |
| Maccabi Petach Tikwa        | –                | 0:2             | 1:1             | –                           | –            | 0:3        |                      | –               |
| FC Bnei Sachnin             | –                | –               | –               | 0:2                         | 1:2          | –          | 1:1                  |                 |

## Torschützenliste
| Pl. | Name                | Team                                        | Tore |
| --- | ------------------- | ------------------------------------------- | ---- |
| 01. | Ben Sahar           | Hapoel Be’er Scheva                         | 15   |
| 02. | Fatos Bećiraj       | Maccabi Netanya                             | 13   |
| 02. | Lúcio Maranhão      | Hapoel Hadera                               | 13   |
| 04. | Yarden Shua         | Bne Jehuda Tel Aviv (9) Maccabi Haifa (3)   | 12   |
| 04. | Eliran Atar         | Maccabi Tel Aviv                            | 12   |
| 06. | Mavis Tchibota      | Bne Jehuda Tel Aviv                         | 11   |
| 06. | Omer Atzili         | Maccabi Tel Aviv                            | 11   |
| 08. | Guy Melamed         | Hapoel Be’er Scheva (1) Maccabi Netanya (9) | 10   |
| 09. | Nikita Rukavytsya   | Maccabi Haifa                               | 09   |
| 09. | Ange-Freddy Plumain | Hapoel Hadera (4) Beitar Jerusalem (5)      | 09   |
| 09. | Shlomi Azulay       | FC Bnei Sachnin                             | 09   |